# Vidar Helgesen
Vidar Helgesen (født 21. november 1968 i Bodø) er en norsk diplomat og politiker i Høyre. Fra 2013 til 2015 var han stabschef i Regeringen Solberg, ansvarlig for EØS -spørgsmål og Norges forhold til Den Europæiske Union. Fra 2015 til 2018 var han Norges minister for klima og miljø.